# São José Correia
São José Correia (13 de setembro de 1974) é uma atriz e dobradora portuguesa.

## Biografia
São José Correia nasceu em 13 de setembro de 1974. É descendente de madeirenses, tendo vivido 14 anos na ilha da Madeira.
Iniciou a sua carreira na Companhia de Teatro de Almada, onde tirou o curso de Formação de Atores.
Na televisão São José Correia destacou-se na série televisiva Equador (2009) e na minissérie Até Amanhã, Camaradas (2005) e tendo integrado os elencos de telenovelas como Ninguém Como Tu (2005), Paixões Proibidas (2006) Olhos nos Olhos (2008), Sedução (2010) ou Doce Tentação (2012).
No cinema destacam-se as participações em O Inimigo sem Rosto (2010), longa-metragem de José Farinha, que valeu a São José Correia o prémio de "Melhor Atriz Secundária" na IV edição do Prémio de Atores de Cinema/Fundação GDA (Cooperativa de Gestão dos Direitos dos Artistas) 2010 ou na  película O Grande Kilapy (2011) em que foi nomeada na categoria de Melhor Atriz Secundária nos Prémios Sophia, da Academia Portuguesa das Artes e Ciências Cinematográficas, na edição de 2015.
Em 2014 São José Correia estreia-se como realizadora de cinema com a curta-metragem Noite na Praia, voltando a filmar em 2018 O Coração Revelador, outra curta.
Ainda no pequeno ecrã, após Jardins Proibidos (2014) São José Correia foi protagonista, a grande vilã, em Santa Bárbara (2015), um trabalho que lhe valeu a nomeação na categoria de "Melhor Atriz Principal" dos "Prémios de Televisão" nos Prémios Áquila (2016).

## Filmografia

### Dobragens
- 2005 -  O Castelo Andante (Howl no Ugoku Shiro) - Madame Suliman[13]

### Cinema
| Ano  | Título                                                               | Ref.               |
| ---- | -------------------------------------------------------------------- | ------------------ |
| 2001 | 2.º Direito (curta-metragem)                                         | [ 14 ]             |
| 2001 | Um Homem Não É um Gato (telefilme)                                   | [ 6 ] [ 14 ]       |
| 2002 | A Curiosidade Matou o Gato (curta-metragem)                          | [ 14 ]             |
| 2003 | A Mulher que Acreditava Ser Presidente dos Estados Unidos da América | [ 14 ] [ 15 ]      |
| 2003 | I'll See You in My Dreams (curta-metragem)                           | [ 6 ] [ 14 ]       |
| 2003 | Os Imortais                                                          | [ 3 ] [ 6 ] [ 14 ] |
| 2007 | Má Fila (curta-metragem)                                             | [ 3 ] [ 14 ]       |
| 2008 | Dora                                                                 | [ 3 ]              |
| 2010 | O Inimigo sem Rosto                                                  | [ 6 ] [ 14 ]       |
| 2010 | Mistérios de Lisboa                                                  | [ 16 ] [ 17 ]      |
| 2011 | Aristides de Sousa Mendes - O Cônsul de Bordéus                      | [ 3 ] [ 6 ] [ 18 ] |
| 2011 | O Grande Kilapy                                                      | [ 5 ] [ 6 ]        |
| 2012 | A Moral Conjugal                                                     | [ 6 ] [ 19 ]       |
| 2012 | Até que a Vida nos Separe                                            | [ 2 ]              |
| 2014 | Mau Mau Maria                                                        | [ 20 ]             |
| 2023 | A Bela América                                                       |                    |
| 2024 | Revolução (Sem) Sangue                                               |                    |

### Televisão
| Ano         | Projeto               | Papel                         | Notas            | canal |
| ----------- | --------------------- | ----------------------------- | ---------------- | ----- |
| 2002 - 2003 | O Último Beijo        | Rita Montez                   | Antagonista      | TVI   |
| 2003 - 2004 | Queridas Feras        | Liliana Caroço                | Elenco Principal | TVI   |
| 2004        | Inspetor Max          |                               | Atriz convidada  | TVI   |
| 2005        | Amores e Desamores    |                               | Elenco Principal | RTP1  |
| 2005        | Ninguém como Tu       | Leonor                        | Elenco Principal | TVI   |
| 2005        | Até Amanhã, Camaradas | Conceição                     | Elenco Principal | RTP1  |
| 2006        | Fala-me de Amor       | Margarida Simões              | Protagonista     | TVI   |
| 2006        | Paixões Proibidas     | Elisa                         | Elenco Principal | RTP1  |
| 2007 - 2008 | Deixa-me Amar         | Isabel                        | Antagonista      | TVI   |
| 2008        | Casos da Vida         |                               | Atriz Convidada  | TVI   |
| 2008 - 2009 | Olhos nos Olhos       | Susana                        | Co-Protagonista  | TVI   |
| 2009        | Equador               | Pilar                         | Elenco Principal | TVI   |
| 2009        | Ele É Ela             | Maria Emília                  | Elenco Principal | TVI   |
| 2009 - 2010 | Sentimentos           | Isabel                        | Co-Protagonista  | TVI   |
| 2010 - 2011 | Sedução               | Flor Pires                    | Elenco Principal | TVI   |
| 2011        | Tempo Final           |                               | Elenco Principal | RTP1  |
| 2012 - 2013 | Doce Tentação         | Dora                          | Coadjuvante      | TVI   |
| 2013        | Sinais de Vida        | Simone                        | Protagonista     | RTP1  |
| 2013        | Mundo ao Contrário    | Amelia Quintino               | Antagonista      | TVI   |
| 2014 - 2015 | Jardins Proibidos     | Vanda                         | Co-Antagonista   | TVI   |
| 2015 - 2016 | Santa Bárbara         | Antónia Vidal                 | Antagonista      | TVI   |
| 2017        | O Sábio               | Manuela Pinheiro              | Antagonista      | RTP1  |
| 2017        | Sim, Chef!            | Carla Silva                   | Protagonista     | RTP1  |
| 2018 - 2019 | A Teia                | Isaura Seixas                 | Elenco Principal | TVI   |
| 2019 - 2020 | Na Corda Bamba        | Beatriz Varela                | Coadjuvante      | TVI   |
| 2020 - 2021 | Bem Me Quer           | Mercedes Cunha Trindade Sousa | Antagonista      | TVI   |
| 2023 - 2024 | Queridos Papás        | Graça Albergaria              | Elenco Principal | TVI   |
| 2024 - 2025 | A Fazenda             | Alba Meireles                 | Co-Antagonista   | TVI   |

## Teatro
| Ano  | Título                                          | Companhia/Grupo                                                         | Ref.  |
| ---- | ----------------------------------------------- | ----------------------------------------------------------------------- | ----- |
| 1992 | Sopa de Pedras - Histórias de Fantoches         | CTA - Companhia de Teatro de Almada                                     | [ 1 ] |
| 1993 | Cacau Mágico                                    | CTA - Companhia de Teatro de Almada                                     | [ 1 ] |
| 1996 | Razões e Corações                               | CTA - Companhia de Teatro de Almada                                     | [ 1 ] |
| 1997 | O Tambor de Seda                                | CTA - Companhia de Teatro de Almada                                     | [ 1 ] |
| 1997 | O Carteiro de Neruda                            | CTA - Companhia de Teatro de Almada                                     | [ 1 ] |
| 1998 | Amor de Dom Perlimplim com Belisa em seu Jardim | CTA - Companhia de Teatro de Almada                                     | [ 1 ] |
| 1999 | A Verdadeira História de Andreia Belchior       | CTA - Companhia de Teatro de Almada                                     | [ 1 ] |
| 1999 | Memorial do Convento                            | CTA - Companhia de Teatro de Almada CTS - Companhia de Teatro de Sintra | [ 1 ] |
| 1999 | Viagens na Minha Terra                          | CTA - Companhia de Teatro de Almada                                     | [ 1 ] |
| 1999 | O Noivado no Dafundo + Corcunda por Amor        | CTA - Companhia de Teatro de Almada                                     | [ 1 ] |
| 2000 | O Príncipe Constante                            | CTA - Companhia de Teatro de Almada                                     | [ 1 ] |
| 2000 | Mãe Coragem e os Seus Filhos                    | CTA - Companhia de Teatro de Almada                                     | [ 1 ] |
| 2001 | Sobre os Rios da Babilónia                      | CTA - Companhia de Teatro de Almada                                     | [ 1 ] |
| 2001 | Esse Tal Alguém                                 | CTA - Companhia de Teatro de Almada                                     | [ 1 ] |
| 2001 | Hamlet - A Lesson                               | Attis Theatre [Grécia]                                                  | [ 1 ] |
| 2004 | O Jogador                                       | CTA - Companhia de Teatro de Almada                                     | [ 1 ] |
| 2005 | Marcas de Sangue                                | Escola de Mulheres - Oficina de Teatro                                  | [ 1 ] |
| 2005 | Luz na Cidade                                   | Novo Grupo / Teatro Aberto                                              | [ 1 ] |
| 2006 | Memória da Água                                 | Prati                                                                   | [ 1 ] |
| 2007 | Dentadas                                        | Escola de Mulheres - Oficina de Teatro                                  | [ 1 ] |
| 2008 | A Senhora de Sade                               |                                                                         | [ 1 ] |
| 2009 | Monólogos da Vagina                             | UAU - Produção de Ideias                                                | [ 1 ] |
| 2010 | Agora a Sério                                   | Novo Grupo/ Teatro Aberto                                               | [ 1 ] |
| 2010 | O Luto Vai Bem com Electra                      | CTA - Companhia de Teatro de Almada                                     | [ 1 ] |
| 2012 | Vânia                                           | Escola de Mulheres - Oficina de Teatro                                  | [ 1 ] |
| 2013 | O Preço                                         | Novo Grupo / Teatro Aberto                                              | [ 1 ] |
| 2013 | Worms                                           |                                                                         | [ 1 ] |
| 2014 | S. Examina a Almofada                           | Escola de Mulheres - Oficina de Teatro                                  | [ 1 ] |
| 2014 | Buffalo                                         |                                                                         | [ 1 ] |
| 2016 | Huis Clos - No Exit                             | LoboMau Produções                                                       | [ 1 ] |

## Prémios
Troféus de Televisão TV 7 Dias/Impala
| Ano  | Prémio                              | Trabalho    | Resultado |
| ---- | ----------------------------------- | ----------- | --------- |
| 2017 | Telenovelas - Melhor Ator de Elenco | A Impostora | Venceu    |